# Ротареа (Прахова)
Ротареа (рум. Rotarea) насеље је у Румунији у округу Прахова у општини Старкиожд. Oпштина се налази на надморској висини од 417 m.

## Становништво
Према подацима из 2002. године у насељу је живело 240 становника, од којих су сви румунске националности.